# Who Do U Love? (песня Monsta X)
Who Do U Love? — сингл южнокорейского бой-бенда Monsta X. Он был выпущен 14 июня 2019 года как первый сингл с дебютного англоязычного альбома группы All About Luv. «Who Do U Love?» достигла 26-й строчки в рейтинге «40 лучших трансляций» Billboard Mainstream Top 40. Он стал первым синглом Monsta X, достигшим вершины в этом чарте. Сингл был номинирован на премию MTV Video Music Awards 2019 в категории Best K-pop.

## Предпосылки и выпуск
Первоначально песня была выпущена как сингл 14 июня 2019 года вместе с видеоклипом 21 июня. Позже сингл был включён в первый англоязычный альбом Monsta X All About Luv, который вышел 14 февраля 2020 года.

## Критика
По словам Тамар Херман из Billboard, «Who Do U Love?» требует, чтобы под него танцевали, поскольку он движется «смесью гладких басов, быстрых битов и мерцающих синтезаторов», которые создают «захватывающую, заводную мелодию», движимую «ритмичным хоровым крючком».
Списки в конце года
| Критик/Публикация | Лист                           | Место      | Примечание |
| ----------------- | ------------------------------ | ---------- | ---------- |
| Republic World    | «Лучшие K-pop песни 2020 года» | Нет данных | [ 6 ]      |

## Коммерческий успех
В августе 2019 года песня дебютировала в чарте Billboard Pop Songs Airplay и сделала Monsta X второй корейской группой, которая достигла важной вехи вместе с BTS, за которой последовали Blackpink и Loona.

## Чарты
| Чарт (2019)                      | Высшая позиция |
| -------------------------------- | -------------- |
| US Mainstream Top 40 (Billboard) | 26             |

## Награды и номинации
| Церемония                   | Год  | Награда    | Результат | Прим. |
| --------------------------- | ---- | ---------- | --------- | ----- |
| MTV Video Music Award       |      |            |           |       |
| MTV Video Music Awards 2019 | 2019 | Best K-pop | Номинация | [ 9 ] |